# SNCF BB 9200 sorozat
Az SNCF BB 9200 sorozat egy francia 1,5 kV egyenáramú, B'B' tengelyelrendezésű villamosmozdony-sorozat. 1958 és 1964 között gyártotta az Alstom. Kezdetben 160 km/h, később pedig 200 km/h sebességgel vontatta az interregionális vonatokat Párizsból Franciaország városaiba. Az SNCF üzemelteti a sorozatot.